# 中央人民政府内务部
中华人民共和国中央人民政府内务部是根据1949年9月27日中国人民政治协商会议第一届全体会议通过的《中华人民共和国中央人民政府组织法》第十八条的规定，于1949年11月1日设置的一个部门。1954年9月，第一届全国人民代表大会第一次会议在北京召开，会议通过了《中华人民共和国宪法》和《中华人民共和国国务院组织法》，成立中华人民共和国国务院。根据国务院《关于设立、调整中央和地方国家机关及有关事项的通知》，中央人民政府内务部即告结束。国务院按照《国务院组织法》的规定，将原中央人民政府内务部改为中华人民共和国内务部，接替相关工作，成为国务院的组成部门。

## 部门工作
按照相关规定，中央人民政府内务部在中央人民政府政务院政治法律委员会的指导下展开工作，负责全国范围内的民政、户籍、救济、社会等方面工作。

## 组织结构
中央人民政府内务部成立后，机关设置为办公厅和5个专业司：
- 中央人民政府内务部
  - 办公厅
  - 干部司
  - 民政司
  - 社会司
  - 地政司
  - 优抚司

1950年，中央人民政府人事部成立以后，内务部撤消了干部司。
1954年，内务部为准备进行全国人口普查增设了户政司，并增设了救济司，将优抚司改称为优抚局：
- 中央人民政府内务部
  - 办公厅
  - 民政司
  - 社会司
  - 地政司
  - 户政司
  - 救济司
  - 优抚局

## 历任部长
- 谢觉哉 （1949年11月 - 1954年9月）

## 历任副部长
- 武新宇
- 陈其瑗（中国国民党革命委员会）
- 王子宜（1952年11月）
- 王一夫（1952年11月）
- 袁任远（1953年12月）